# Horné Naštice
Horné Naštice es un municipio del distrito de Bánovce nad Bebravou en la región de Trenčín, Eslovaquia, con una población estimada a final del año 2024 de 529 habitantes.
Se encuentra ubicado en el centro-sur de la región, cerca del río Bebrava (cuenca hidrográfica del río Danubio) y de la frontera con la región de Nitra.

## Demografía
| Año        | 1994 | 2004    | 2014    | 2024     |
| ---------- | ---- | ------- | ------- | -------- |
| Población  | 458  | 418     | 430     | 529      |
| Diferencia |      | −8,73 % | +2,87 % | +23,02 % |

| Año        | 2023 | 2024    |
| ---------- | ---- | ------- |
| Población  | 521  | 529     |
| Diferencia |      | +1,53 % |